# Selfoss (by)
 For alternative betydninger, se Selfoss. (Se også artikler, som begynder med Selfoss)
Selfoss er en by i regionen Suðurland i det sydlige Island, i Árborg kommune. Selfoss fik bystaus den 18. maj 1978, og den 7. juni 1988 ophørte Selfoss at være en selvstængig kommune da den blev sammenlagt med Eyrarbakkahreppur og Stokkseyrarhreppur i Árborg kommune.
Selfoss har fået sit navn af den nærliggende elv, hvor der ofte er sæler. Broen over Ölfuså blev taget i brug 1891, men den brød sammen i 1944 da to mælkebiler kørte over den samtidig. En ny bro blev taget i brug året efter.
Byen Selfoss ligger mellem Hveragerði og Hella ved ringvejen nr. 1 (Hringvegur). Den har 6253 indbyggere og er den største by i Árborg Kommune og Suðurlandnds største by og den eneste islandske by som ikke ligger ved havet.
Selfoss ligger ved elven Ölfusá og er et vigtigt handelscentrum. Det i 1929 grundlagte mejeri Mjólkurbú Flóamannaist er Islands ældste og største mejeri.
Byen er et godt udgangspunkt for udflugter til blandt andet til Þingvellir og vulkanen Hekla.
29. maj 2008 var der i nærheden af Selfoss to samtidige jordskælv som på Richterskalaen havde styrke 6,1 og 6.3. Det ene centrum lå lidt sydvest for Selfoss, det andet under fjeldet Ingólfsfjall. En del bygninger fik skader og et lille antal personer blev såret. 
Den berømte skakverdensmester Bobby Fischer, der døde den 17. januar 2008, er begravet på kirkegården ved Laugadalur Kirke i Selfoss.